# Nambaryn Enkhbayar

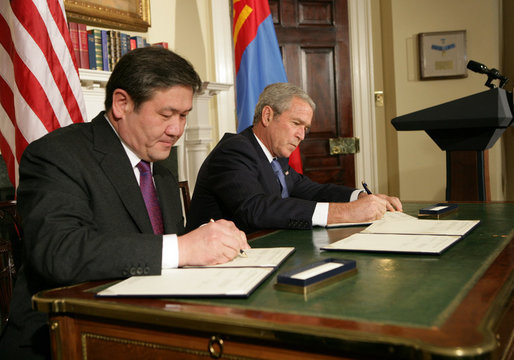
Tổng thống Mông Cổ Enkhbayar và Tổng thống Hoa Kỳ George W. Bush năm 2007

Nambaryn Enkhbayar (Tiếng Mông Cổ: Намбарын Энхбаяр, sinh ngày 1 tháng 6 năm 1958) là một chính trị gia người Mông Cổ. Ông từng là Thủ tướng của Mông Cổ từ năm 2000 đến năm 2004, Chủ tịch Quốc hội Mông Cổ từ năm 2004 đến năm 2005 và là Tổng thống Mông Cổ từ năm 2005 đến năm 2009. Ông là chính khách Mông Cổ đầu tiên nắm giữ tất cả ba vị trí đứng đầu trong chính phủ Mông Cổ. Ông cũng từng là chủ tịch của Đảng Cách mạng Nhân dân Mông Cổ từ năm 1997 đến năm 2005.

## Thời thơ ấu
Nambaryn Enkhbayar sinh ngày 1 tháng 6 năm 1958 tại Ulaanbaatar, Mông Cổ. Ông tốt nghiệp trung học vào năm 1975, và nhận được bằng đại học tại Viện Văn học trong Moskva, Nga vào năm 1980. Ông tiếp tục học tiếng Anh tại Đại học Leeds, Vương quốc Anh trong năm 1985-1986. Enkhbayar trở thành Chủ tịch của Hiệp hội Nhà văn Mông Cổ năm 1990. Ông đã kết hôn với bà Onongiin Tsolmon năm 1987 và có bốn người con.

## Sự nghiệp chính trị
Năm 1992, là thành viên của Đảng Cách mạng Nhân dân Mông Cổ (MPRP) Enkhbayar được bầu vào Quốc hội Mông Cổ và được bổ nhiệm làm Bộ trưởng Văn hoá. Ông giữ chức vụ này cho đến năm 1996, khi Đảng Dân chủ đối lập đánh bại MPRP trong cuộc bầu cử nghị viện vào năm đó. Năm 1996, Enkhbayar trở thành tổng thư ký của MPRP và dẫn đầu nhóm MPRP đối lập trong Quốc hội. Năm 1997 ông được bầu làm Chủ tịch của MPRP.
Năm 1999, Mông Cổ hứng chịu trận bão tuyết lạnh gây ra tình trạng thiếu lương thực trầm trọng và mất hàng ngàn gia súc. Chính phủ đương nhiệm đã phản ứng kém đối sự việc này dẫn đến sự ủng hộ của người dân cho Đảng Cách mạng Nhân dân Mông Cổ (MPRP) tăng đáng kể. MPRP đã giành giành 72 trong số 76 ghế đồng thời kiểm soát Quốc hội, Enkhbayar được bổ nhiệm làm Thủ tướng thứ 21 của Mông Cổ.
Năm 2004, MPRP tiếp tục nắm giữ đa số trong chính phủ, Enkhbayar được bầu trở thành Chủ tịch Quốc hội Mông Cổ và phục vụ cho vị trí này từ năm 2004-2005.

## Đắc cửTổng thống Mông Cổ
Ông đã giành chiến thắng tại cuộc bầu cử tổng thống Mông Cổ năm 2005 và trở thành Tổng thống Mông Cổ thứ 3. Ông hoan nghênh Tổng thống Mỹ George W. Bush đã thăm chính thức Mông Cổ. Đây là chuyến thăm đầu tiên của Mỹ tới đất nước này. Mông Cổ nhận được khoản viện trợ 285 triệu USD từ Dự án Thập niên Thách thức Thiên niên kỷ Hoa Kỳ (MCC) mà Tổng thống Hoa Kỳ George W. Bush đã ký với Enkhbayar năm 2007.
Trong cuộc bầu cử tổng thống Mông Cổ năm 2009, Tổng thống đương nhiệm Enkhbayar đã bị ứng viên Tsakhiagiin Elbegdorj của Đảng Dân chủ Đối lập đánh bại. Elbegdorj giành 51,21% tổng số phiếu trong khi Enkhbayar chỉ đạt 47,41%.